# Love Me Harder
«Love Me Harder» —literalmente en español: «Ámame Más Fuerte»— es una canción de la cantante estadounidense Ariana Grande y del artista canadiense The Weeknd, incluida en el segundo álbum de estudio de Grande, My Everything (2014). The Weeknd, Max Martin, Savan Kotecha, Peter Svensson, Ali Payami y Ahmad Balshe compusieron la canción, mientras que Svensson, Payami y Peter Carlsson la produjeron. Svensson y Carlsson también se encargaron de las voces. En 2014 grabaron la canción en varios estudios: Conway Recording Studios en Los Ángeles, California; Studio at the Palms en Las Vegas, Nevada; y Wolf Cousins Studio y P.S. Studio en Estocolmo. El 30 de mayo de 2014, Republic Records envió la canción a las radios rítmicas de Estados Unidos como el cuarto sencillo del álbum. Luego, promocionaron la pista en estaciones de música popular y de música contemporánea para adultos con un extended play (EP) digital que incluía esta canción y otras dos del mismo proyecto.
Republic Records organizó la colaboración entre Ariana Grande y The Weeknd, artistas que compartían el sello discográfico. Ambos lanzaron sus álbumes debut ese mismo año, en 2014. Musicalmente, «Love Me Harder» mezcla R&B y synthpop, destacando por su coro electrónico, un riff de guitarra vibrante y sintetizadores atmosféricos. En la letra, Ariana Grande canta sobre la búsqueda de satisfacción romántica, usando metáforas sensuales que evocan pasión. Los críticos alabaron la canción, destacando su madurez y la química vocal entre los intérpretes, considerándola uno de los puntos fuertes del álbum. La canción tuvo un desempeño comercial sólido. Entró en las primeras cuarenta posiciones de las listas de países como Australia, Austria, Canadá, España, Francia, Nueva Zelanda, Suecia y Suiza. En Estados Unidos, se convirtió en la primera canción de The Weeknd en alcanzar el top 10 de la Billboard Hot 100, donde llegó a la séptima posición. Además, consolidó a Ariana Grande como la artista con más canciones en el top 10 de esa lista durante 2014.
El videoclip correspondiente lo dirigió Hannah Lux Davis, con quien Grande ya había colaborado en «Bang Bang», y se lanzó el 3 de noviembre de 2014 en la plataforma Vevo. Las escenas muestran a Grande y The Weeknd en una casa abandonada en el desierto cubierta de arena, incorporando elementos como tierra, viento y agua. La grabación recibió críticas positivas; los analistas la describieron como el trabajo «más serio» de la artista hasta ese momento y destacaron su alejamiento de producciones anteriores, así como su atmósfera misteriosa. El video fue nominado en la categoría de Mejor Colaboración en los MTV Video Music Awards de 2015. Para promocionar la canción, los intérpretes la presentaron juntos en la temporada 40 del programa humorístico Saturday Night Live y en la edición de 2014 de los American Music Awards. Grande también la interpretó en el desfile de moda Victoria's Secret Fashion Show de ese año, en el NBA All-Star Game de 2015 y durante sus giras The Honeymoon Tour (2015) y Dangerous Woman Tour (2016). En dos conciertos de la primera gira, Justin Bieber reemplazó los versos de The Weeknd. Por su parte, The Weeknd interpretó la canción en su presentación en el Festival de Música y Artes de Coachella Valley de 2015.

## Antecedentes
Ariana Grande comenzó las sesiones de grabación y composición de su segundo álbum de estudio a finales de septiembre de 2013, apenas semanas después del lanzamiento de su álbum debut Yours Truly. En enero de 2014, confirmó que estaba trabajando con productores como Ryan Tedder, Savan Kotecha, Benny Blanco y Max Martin. Una de las colaboraciones más destacadas del proyecto fue con el cantante canadiense The Weeknd, organizada por Republic Records, el sello discográfico de ambos artistas. Ese mismo año, ambos lanzaron sus respectivos álbumes de debut. En una entrevista con Billboard, Charlie Walk, vicepresidente ejecutivo de Republic Records, declaró: «The Weeknd está posicionado para ser el artista revelación de 2014. Es ese tipo de artista». En junio de 2014, Walk publicó una foto en su Instagram con la siguiente descripción: «Cuando hablamos de desarrollo artístico y talento puro, The Weeknd viene a la mente. Acabo de escuchar un dueto con una amiga nuestra que será un éxito mundial. No puedo esperar al otoño [boreal]». Más tarde, se reveló que Ariana Grande era la intérprete mencionada en la publicación.
En una entrevista con Rolling Stone, The Weeknd habló sobre su participación en la canción. Recibió la pista parcialmente terminada en el verano boreal de 2014, la cual describió como «buena pero genérica». A partir de ahí, reescribió las letras para darle un tono más oscuro y envió su versión a Max Martin, quien quedó encantado con los cambios. The Weeknd comentó: «Fue como si la discográfica me estuviera dando un empujón. (...) Cuando veo una oportunidad, me meto de lleno». En una conversación con Hits Daily Double  poco después del lanzamiento de la canción, Charlie Walk reveló que esta colaboración formaba parte de una estrategia promocional para impulsar a The Weeknd, al declarar: «No es coincidencia que la nueva canción de Ariana incluya a The Weeknd. Es estratégico, porque está a punto de despegar con su propio disco». La canción se grabó en 2014 en varios estudios: Conway Recording Studios en Los Ángeles, California; Wolf Cousins Studio y P.S. Studio en Estocolmo; y la voz de The Weeknd se grabó en Studio at the Palms en Las Vegas, Nevada.

## Lanzamiento y promoción

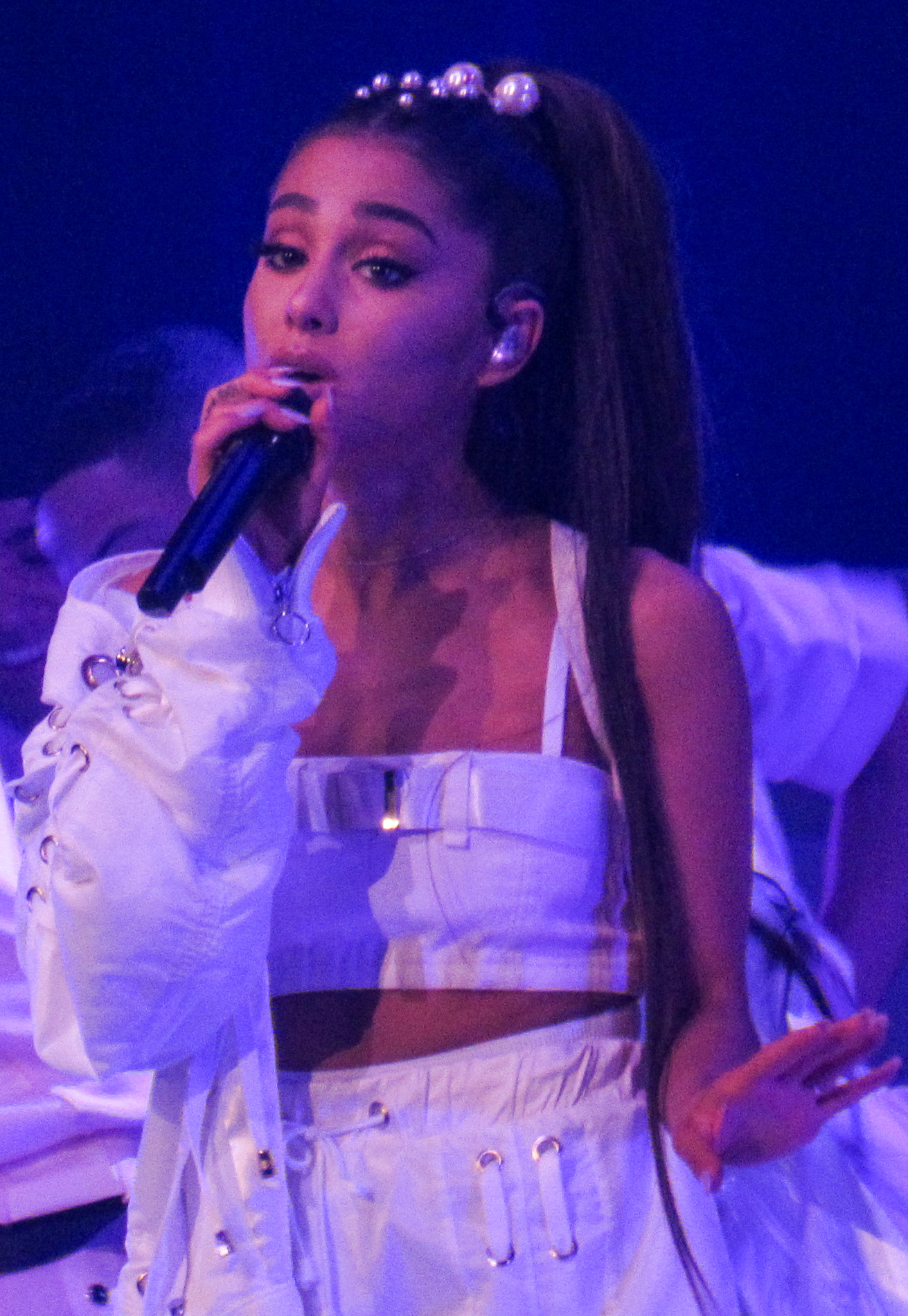
Grande durante el Dangerous Woman Tour (2017), en el que interpretó «Love Me Harder».

El 28 de junio de 2014, Ariana Grande anunció que su segundo álbum de estudio se titularía My Everything y sería lanzado el 25 de agosto de ese año. Dos días después, reveló la lista de canciones, en la que se hizo público que la colaboración con The Weeknd se llamaría «Love Me Harder». El 4 de agosto siguiente, la cantante compartió un fragmento de 15 segundos de la canción en una publicación de Instagram, mientras que otra vista previa fue presentada a MTV y publicada en la página de la cadena el 20 del mismo mes. Tras la difusión de este adelanto, Chris Martins, de la revista Spin, comentó que la artista parecía estar «totalmente atrevida» en la pista. Más tarde, se anunció que sería el cuarto sencillo del álbum. La canción se envió a las radios rítmicas estadounidenses el 30 de septiembre de 2014, y las emisoras mainstream y hot AC la añadieron a sus listas el 7 de octubre y el 10 de noviembre, respectivamente. Un extended play (EP) digital se comercializó once días después en Australia y Nueva Zelanda, en el cual se incluyó esta canción y otras dos del álbum: «Cadillac Song"» y «Too Close». En las radios mainstream italianas, la canción se lanzó el 5 de diciembre.

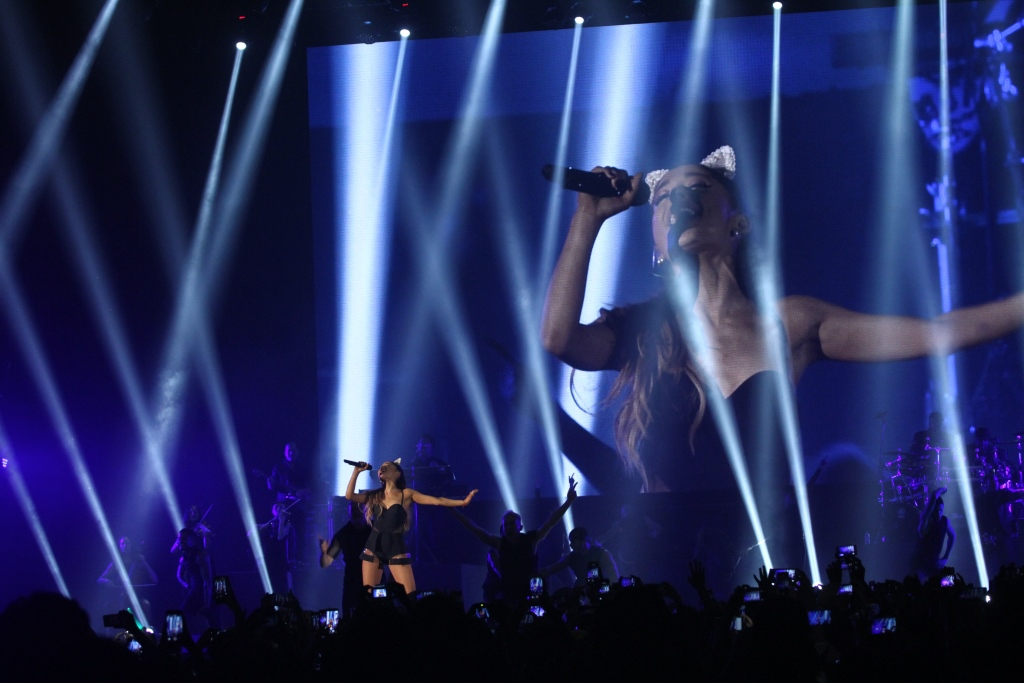
Ariana Grande presentando la canción durante el concierto en Yakarta (Indonesia).

Grande y The Weeknd interpretaron la canción en vivo por primera vez en el estreno de la temporada 40 del programa humorístico Saturday Night Live, emitido el 27 de septiembre de 2014. Posteriormente, el 23 de noviembre, ofrecieron una segunda presentación en los premios Premios American Music, donde comenzaron con «Problem», continuaron con «Break Free» y terminaron con «Love Me Harder». Para seguir promoviendo el sencillo, Grande también actuó en los espectáculos del Jingle Ball National Tour, realizando una pequeña gira navideña por Estados Unidos.  El 27 de diciembre de 2014, se divulgó un video acústico de la canción, acompañados solo por una guitarra, que se lanzó oficialmente en la cuenta de Vevo de Grande el 12 de enero de 2015. Además, la artista a incluyó en su medley del desfile de moda Victoria's Secret Fashion Show de 2014, transmitido el 9 de diciembre en CBS, y en el espectáculo de medio tiempo del All-Star Game de la NBA el 15 de febrero de 2015. Durante su gira The Honeymoon Tour en 2015, Grande interpretó la canción al inicio, de pie sobre un pedestal que ascendía desde la parte trasera del escenario. En los conciertos en Miami, Florida, e Inglewood, California, Justin Bieber reemplazó a The Weeknd para cantar su parte. La canción también formó parte del repertorio de su siguiente gira, Dangerous Woman Tour en 2016, donde la interpretó en la pasarela del escenario usando un sujetador blanco y pantalones harem. Por su parte, The Weeknd presentó la canción en su actuación en el Festival de Música y Artes de Coachella Valley de 2015. Finalmente, el 25 de mayo, Grande volvió a interpretar el sencillo en la final del show de talentos The Voice en su edición italiana.

## Composición
Con una duración de tres minutos y cincuenta y seis segundos (3:56), «Love Me Harder» es una canción de compás mediano que combina los géneros R&B y synthpop, producida por Ali Payami y Peter Carlsson, con este último y Peter Svensson a cargo de la producción vocal. Según la partitura publicada por Kobalt Music Group en Musicnotes.com, la pista está compuesta en la tonalidad de mi mayor y tiene un tempo moderado de 100 pulsaciones por minuto. La voz de Ariana Grande abarca un rango que va desde mi mayor3 hasta mi mayor5. Construida como un dueto con el cantante canadiense The Weeknd, la canción comienza de manera lenta y melosa antes de avanzar hacia un coro «pulsante y electrónico» acompañado por un riff de guitarra, mientras «sintetizadores en forma de aspiradora» resuenan a lo largo de la composición. Otros instrumentos incluidos en la canción son bajo, teclados, batería y saxofón. Rob Copsey, de The Official Charts Company, comentó que el sencillo le recordaba al rapero Drake en sus estados más emocionales, al citar «Find Your Love» y «Hold On, We're Going Home» como ejemplos.
The Weeknd, Payami, Svensson, Max Martin, Savan Kotecha y Ahmad Balshe compusieron la canción. En cuanto a la letra, presenta a Ariana Grande pidiendo satisfacción romántica, completada con dobles sentidos sobre sexo apasionado. Al inicio, Grande expresa su deseo de un hombre que «la satisfaga completamente en momentos de quitar el aliento, invadiendo su espacio, mezclando placer, dolor, mordiendo sus labios y dándole éxtasis», al cantar: «Cariño, en el momento, sabrás que esto es / Más grande que nosotros y va más allá del éxtasis». En el coro, la artista advierte a su posible pareja que si quiere algo serio con ella, debe esforzarse más, al decir: «Porque si quieres seguir conmigo / Tienes, tienes, tienes, tienes que amarme más / Y si realmente me necesitas / Tienes, tienes, tienes, tienes que amarme más». Posteriormente, The Weeknd interpreta el papel de un interés amoroso misterioso con secretos personales, cantando versos sobre «cómo se siente una mujer al tener relaciones sexuales» seguidos de promesas carnales, como: «¿Puedes sentir la presión entre tus caderas? / Te haré sentir como la primera vez». En la parte final de la canción, durante la sección de puente, «Grande y The Weeknd intercambian 'oohs' provocativos».

## Recepción

### Crítica

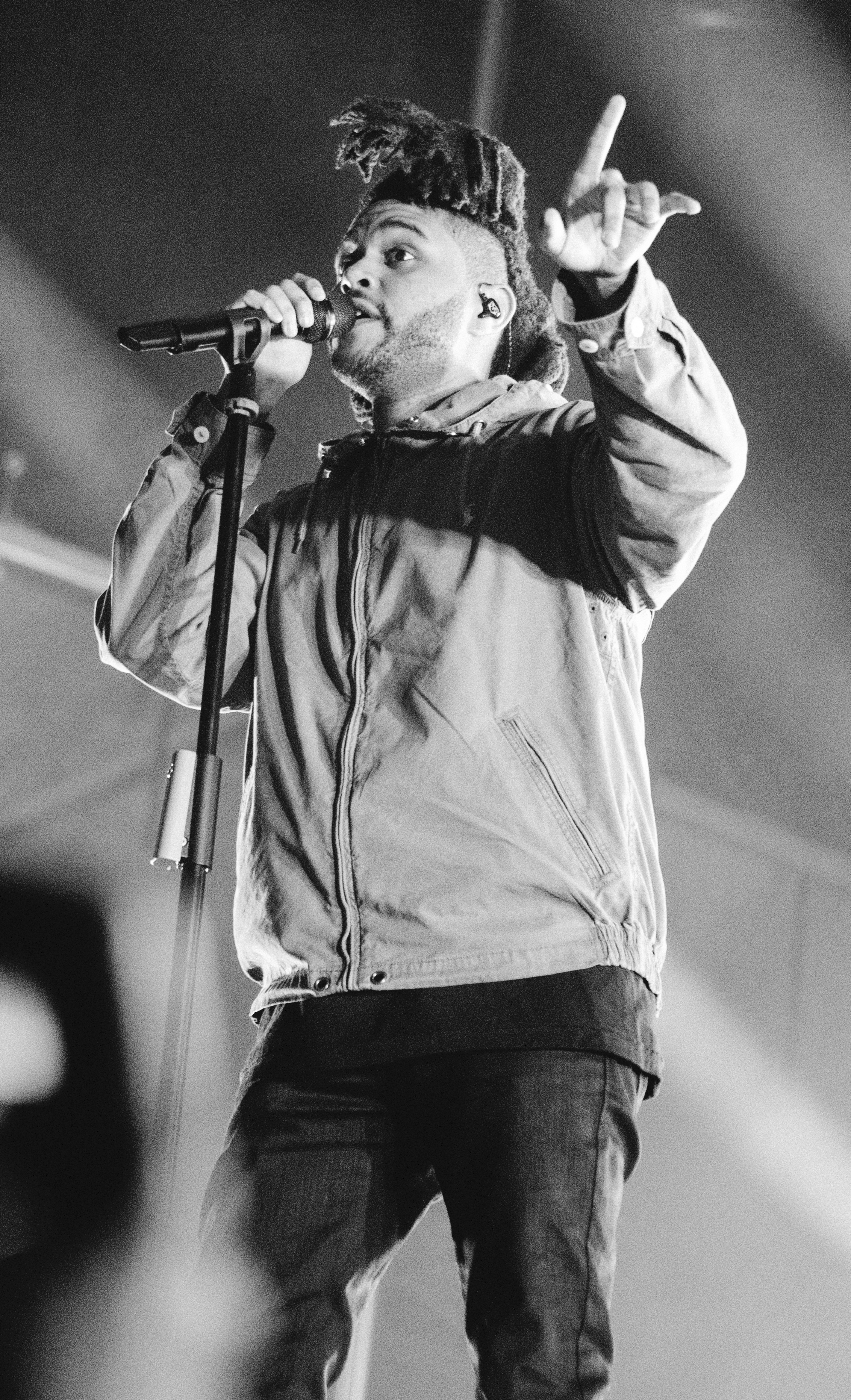
Los críticos elogiaron la asociación entre Grande y The Weeknd (en la foto), así como sus voces.

Stephen Thomas Erlewine, del portal Allmusic, señaló que la «diligencia [de Grande] deja mucho espacio para que sus invitados especiales se conviertan en el centro de atención», refiriéndose a The Weeknd en «Love Me Harder» y a Iggy Azalea en «Problem». Incluso destacó ambas colaboraciones como puntos destacados del álbum. Jason Lipshutz, de Billboard, comentó que la colaboración «tiene sentido de cierta manera» y elogió el «canturreo ultrasincero» de The Weeknd, así como el «potente riff de guitarra», al que describió como «un delicioso temazo de los años 80». En el Los Angeles Times, Mikael Wood calificó la canción como «una pieza de R&B más oscura (y más plenamente realizada) de lo que cualquiera podría esperar de una cantante de 21 años conocida por su infinito suministro de vestidos pastel de princesa». Kitty Empire, de The Observer, destacó las «atmósferas saturadas y medianas» de la pista y observó que «el propio nivel de locura [de The Weeknd] está radicalmente atenuado aquí, pero sigue siendo algo sofisticado donde Grande se mantiene sorprendentemente bien». Michelle Geslani, de Consequence of Sound, describió el tema como «ardiente e infeccioso» y definió la colaboración entre los artistas como «una combinación hecha en el cielo vocal: la voz emplumada de Grande y el canto arrojado de The Weeknd se complementan entre sí más que perfectamente». Bradley Stern, de Idolator, analizó que la canción es «una producción synthpop irresistiblemente suave», mientras que Carolyn Menyes, de Music Times, dio una crítica positiva a los vocalistas y escribió que «juntos, [se combinan] perfectamente bien». Finalmente, Rob Copsey, de The Official Charts Company, describió la pista como la más sensual del álbum y la calificó como un «número atractivo».

Lindsay Zoladz, de la revista Vulture, declaró que la canción «no solo es una de las pistas más fuertes [de Grande] hasta la fecha, sino que también es lo menos malo que The Weeknd ha hecho en tiempos recientes». Adam Workman, de The National, escribió que la cantante es «eficaz» en la pista y señaló, aunque de forma preocupante, que «[el cantante] alcanza notas más agudas que Grande». Aimée Cliff, de la publicación Fact, seleccionó la canción como uno de los puntos destacados del álbum y comentó: «De hecho, mejora con la presencia de The Weeknd. (...) Su locura se reduce en varios grados mientras su limpio falsete compite con las acrobacias vocales de Grande en un tema irresistible». Lewis Corner, del portal Digital Spy, elogió a la artista por «sacar exitosamente a The Weeknd de la actitud de sus mixtapes underground para sonar como una estrella pop alegre sobre grooves repentinos y aplausos disco en esta serenata cautivadora». Nick Levine, escribiendo para Time Out, dijo que la canción «suena como un maravilloso cruce entre Robyn y Mariah Carey», mientras que Rory Cashin, de Entertainment.ie, sintió que la música presenta «a Grande en su estado más sensual sin ser excesivamente explícita, y funciona a la perfección». Evan Sawdey, de PopMatters, destacó la canción como la mejor que Ariana Grande ha lanzado hasta la fecha. Comentó que la colaboración con The Weeknd, «Love Me Harder», resalta la voz de Grande de manera muy efectiva, permitiéndole ser provocativa y asertiva al mismo tiempo, todo bajo un ambiente de luces estroboscópicas en cámara lenta. Edwin Ortiz, de Complex, la consideró la octava mejor canción de 2014 entre las cincuenta mejores y escribió:
«La improbable colaboración entre Ariana Grande y The Weeknd demostró ser un golpe de maestría en "Love Me Harder", un dueto synthpop seductor que logra sacar a ambos artistas de sus zonas de confort mientras sigue siendo agradable para cada uno de sus valores esenciales. (...) "Love Me Harder" está destinada a ser un momento musical definitorio de 2014. Un golpe de maestría, sin duda».

### Comercial
En los Estados Unidos, «Love Me Harder» debutó en la posición 79 de la Billboard Hot 100 en la edición correspondiente al 25 de octubre de 2014, una audiencia de 16 millones de reproducciones en radios y 1.1 millones de streams impulsaron su entrada inicial. En la semana siguiente, ascendió al número 56 y luego avanzó al 37 en la actualización posterior, convirtiéndose en la primera canción de The Weeknd en entrar al top 40 de la lista. En su quinta semana en el ranking, tras el lanzamiento del videoclip, la canción saltó a su posición pico en el séptimo lugar, transformándose en el quinto sencillo de Ariana Grande en ingresar al top 10 y el cuarto proveniente de My Everything. Este logro marcó la primera vez que The Weeknd alcanzaba las diez mejores posiciones y consolidó a Grande como la artista con más canciones en el top 10 en 2014, después de «Problem», «Break Free» y «Bang Bang». La canción también alcanzó el tercer puesto en la lista genérica Pop Songs, lideró la tabla Rhythmic Songs (siendo el segundo número uno de Grande y el primero de The Weeknd en esta categoría) y apareció en otras listas de Billboard, incluyendo Adult Pop Songs, Latin Pop Songs y Hot Dance Club Songs, donde ocupó la posición 20 en las tres. El tema fue certificado como triple platino por la Recording Industry Association of America (RIAA) y vendió 1.3 millones de unidades en territorio estadounidense hasta marzo de 2016.
En Canadá, la canción alcanzó su mejor posición en el décimo lugar de la Canadian Hot 100 y recibió una certificación de cuatro veces platino por parte de Music Canada, lo que representa ventas de 320 mil copias. En otros lugares, tuvo un desempeño diversificado. Logró entrar en las diez principales posiciones de las listas urbanas de Australia, Bélgica y Sudáfrica, además de posicionarse entre las cuarenta mejores en países como Alemania, Australia, Dinamarca, España, Irlanda, Italia, Noruega, Suiza y Venezuela. La canción marcó la primera entrada de The Weeknd en las listas musicales de muchas de estas naciones. Obtuvo certificaciones de cuádruple platino en territorio australiano por la Australian Recording Industry Association (ARIA), con ventas superiores a 280 mil ejemplares; platino en Dinamarca por la IFPI Dinamarca tras comercializar 60 mil copias; platino en Italia por la Federazione Industria Musicale Italiana (FIMI) con ventas de 50 mil copias; doble platino en Noruega por la IFPI Noruega al vender 120 mil unidades; y platino en Suecia por la Grammofon Leverantörernas Förening (GLF) tras distribuir 40 mil copias. Además, recibió la certificación de oro por parte de Productores de Música de España (PROMUSICAE) en reconocimiento a las 20 mil unidades vendidas en España, y oro por la British Phonographic Industry (BPI) por ventas superiores a 600 mil copias en el Reino Unido.

#### Listas

##### Semanales
| País                                | Ranking                          | Posición | Ref.    |
| ----------------------------------- | -------------------------------- | -------- | ------- |
| Alemania                            | GfK                              | 35       | [ 84 ]  |
| Australia                           | ARIA                             | 19       | [ 85 ]  |
| Australia                           | ARIA Urban Singles Chart         | 4        | [ 63 ]  |
| Austria                             | Ö3 Austria Top 40                | 29       | [ 75 ]  |
| Corea del Sur                       | GAON Digital Chart               | 15       | [ 86 ]  |
| Bélgica                             | Ultratop 50 Flandes              | 45       | [ 64 ]  |
| Bélgica                             | Ultratop Flanders Urban          | 7        | [ 87 ]  |
| Bélgica                             | Ultratop 50 Valonia              | 43       | [ 88 ]  |
| Canadá                              | Canadian Hot 100                 | 10       | [ 89 ]  |
| Canadá                              | Billboard CHR/Top 40             | 4        | [ 90 ]  |
| Canadá                              | Billboard Hot AC                 | 25       | [ 91 ]  |
| Comunidad de Estados Independientes | TopHit Airplay                   | 14       | [ 92 ]  |
| Colombia                            | Los 40 Colombia                  | 6        | [ 93 ]  |
| República Checa                     | Rádio – Top 100                  | 60       | [ 94 ]  |
| República Checa                     | Singles Digitál Top 100          | 13       | [ 95 ]  |
| Dinamarca                           | Tracklisten                      | 18       | [ 96 ]  |
| Eslovaquia                          | Rádio Top 100                    | 41       | [ 97 ]  |
| Eslovaquia                          | Singles Digitál Top 100          | 9        | [ 98 ]  |
| Eslovenia                           | SloTop50                         | 26       | [ 99 ]  |
| España                              | PROMUSICAE                       | 54       | [ 69 ]  |
| Estados Unidos                      | Billboard Hot 100                | 7        | [ 100 ] |
| Estados Unidos                      | Billboard Adult Pop Airplay      | 20       | [ 56 ]  |
| Estados Unidos                      | Billboard Dance/Mix Show Airplay | 1        | [ 101 ] |
| Estados Unidos                      | Billboard Dance Club Songs       | 20       | [ 58 ]  |
| Estados Unidos                      | Billboard Latin Pop Airplay      | 20       | [ 57 ]  |
| Estados Unidos                      | Billboard Pop Airplay            | 3        | [ 55 ]  |
| Estados Unidos                      | Billboard Rhythmic               | 1        | [ 14 ]  |
| Finlandia                           | Suomen virallinen lista          | 13       | [ 102 ] |
| Francia                             | SNEP                             | 27       | [ 76 ]  |
| Francia                             | SNEP Airplay                     | 2        | [ 103 ] |
| Irlanda                             | IRMA                             | 33       | [ 70 ]  |
| Italia                              | FIMI                             | 17       | [ 71 ]  |
| Israel                              | Media Forest TV Airplay          | 1        | [ 104 ] |
| Líbano                              | Lebanese Top 20                  | 8        | [ 105 ] |
| Nueva Zelanda                       | Recorded Music NZ                | 28       | [ 106 ] |
| Noruega                             | VG-lista                         | 22       | [ 72 ]  |
| Rumania                             | Airplay 100                      | 49       | [ 107 ] |
| Rusia                               | TopHit Airplay                   | 18       | [ 108 ] |
| Países Bajos                        | Dutch Top 40                     | 7        | [ 109 ] |
| Países Bajos                        | Single Top 100                   | 12       | [ 110 ] |
| Reino Unido                         | OCC UK Singles                   | 48       | [ 111 ] |
| Sudáfrica                           | EMA                              | 7        | [ 65 ]  |
| Suecia                              | Sverigetopplistan                | 26       | [ 112 ] |
| Suiza                               | Schweizer Hitparade              | 40       | [ 73 ]  |
| Ucrania                             | TopHit Airplay                   | 40       | [ 113 ] |
| Venezuela                           | Top Pop General                  | 31       | [ 114 ] |
| Venezuela                           | Top Anglo                        | 23       | [ 74 ]  |

##### Anuales
| País                                | Ranking                          | Posición | Ref.    |
| ----------------------------------- | -------------------------------- | -------- | ------- |
| Bélgica                             | Ultratop Flandes Urban           | 35       | [ 115 ] |
| Canadá                              | Canadian Hot 100                 | 61       | [ 116 ] |
| Comunidad de Estados Independientes | TopHit                           | 70       | [ 117 ] |
| Estados Unidos                      | Billboard Hot 100                | 56       | [ 118 ] |
| Estados Unidos                      | Billboard Dance/Mix Show Airplay | 12       | [ 119 ] |
| Estados Unidos                      | Billboard Mainstream Top 40      | 32       | [ 120 ] |
| Estados Unidos                      | Billboard Rhythmic               | 16       | [ 121 ] |
| Francia                             | SNEP                             | 130      | [ 122 ] |
| Italia                              | FIMI                             | 93       | [ 123 ] |
| Países Bajos                        | Dutch Top 40                     | 63       | [ 124 ] |
| Países Bajos                        | Single Top 100                   | 79       | [ 125 ] |
| Rusia                               | Tophit Airplay                   | 70       | [ 126 ] |
| Ucrania                             | Tophit Airplay                   | 99       | [ 127 ] |

#### Certificaciones
| País           | Organismo certificador | Certificación | Ventas certificadas | Ref.    |
| -------------- | ---------------------- | ------------- | ------------------- | ------- |
| Alemania       | BVMI                   | Oro           | 200 000             | [ 128 ] |
| Australia      | ARIA                   | 4x Platino    | 280 000             | [ 77 ]  |
| Austria        | IFPI Austria           | Oro           | 15 000              | [ 129 ] |
| Brasil         | ABPD                   | Diamante      | 250 000             | [ 130 ] |
| Canadá         | Music Canada           | 4x Platino    | 320 000             | [ 131 ] |
| Dinamarca      | IFPI                   | Platino       | 60 000              | [ 132 ] |
| España         | PROMUSICAE             | Oro           | 20 000              | [ 133 ] |
| Estados Unidos | RIAA                   | 5× Platino    | 5 000               | [ 134 ] |
| Italia         | FIMI                   | Platino       | 50 000              | [ 135 ] |
| Noruega        | IFPI Noruega           | 2x Platino    | 120 000             | [ 136 ] |
| Nueva Zelanda  | RMNZ                   | 2x Platino    | 60 000              | [ 137 ] |
| Portugal       | AFP                    | Oro           | 5 000               | [ 138 ] |
| Reino Unido    | BPI                    | Platino       | 600 000             | [ 139 ] |
| Suecia         | GLF                    | Platino       | 40 000              | [ 140 ] |

## Video musical
A principios de octubre de 2014, Ariana Grande confirmó que estaba filmando el videoclip de la canción, al compartir varias fotos del proceso a lo largo de la semana. El 18 del mismo mes se lanzó un video lírico de la canción, y el producto final lo dirigió Hannah Lux Davis, con quien la cantante había trabajado anteriormente en el proyecto audiovisual de «Bang Bang», una colaboración con Jessie J y Nicki Minaj. El 28 de octubre de 2014, se publicó un vídeo detrás de escenas en el que Davis explicó el concepto: «Nuestros visuales tratan sobre esa lucha entre amar intensamente y el compromiso de entregarse, necesitar más y querer más, y la honestidad». El videoclip se estrenó el 3 de noviembre de 2014 en el servicio Vevo y superó las 100 millones de reproducciones el 11 de enero del año siguiente, con lo que recibió un certificado Vevo Certified, un reconocimiento otorgado a los videos que alcanzan esta cifra. Fue el quinto de Grande en lograr este hito, después de «The Way», «Problem», «Break Free» y «Bang Bang».
El vídeo comienza con los nombres de los cantantes y el título de la canción intercalados, seguido de «un relámpago dramático en un cielo ardiente con nubes anaranjadas». A lo largo del clip, los artistas «experimentan la tierra, el viento y el agua, simbolizando lo que alguien estaría dispuesto a hacer por amor», según describió Emilee Lindner de MTV News. Lindner observó que en el video, «Grande se retuerce en un suelo cubierto de arena» mientras «The Weeknd camina despreocupadamente bajo una tormenta de lluvia interior». Hacia el final, se puede ver a Ariana en una piscina, proyectando confianza. En una escena, ambos cantan de espaldas, lo que ilustra el tema central de la canción: la dificultad de enfrentar los deseos y necesidades en una relación. En su análisis, la periodista describió el vídeo como «el más serio de Grande hasta ahora». Gabby Bess, de la revista Paper, consideró que los visuales representaban «un alejamiento de sus producciones anteriores y marcan una nueva era sensual para la pequeña diva». Coincidiendo con esta opinión, Ariana Bacle de Entertainment Weekly destacó que «el ambiente sensual y misterioso del video representa un claro distanciamiento de los trabajos previos de Grande». Además, señaló que este estilo se complementa a la perfección con la canción, una balada despojada que resalta las voces de los cantantes. El videoclip fue nominado a mejor colaboración en los MTV Video Music Awards de 2015, pero perdió ante «Bad Blood» de Taylor Swift y Kendrick Lamar.

## Lista de canciones
«Love Me Harder» fue lanzada en dos versiones, ambas en formato digital. La primera versión incluye solo la canción, mientras que la segunda presenta esta pista junto con otras dos canciones de My Everything, «Cadillac Song» y «Too Close».
Descarga Digital
1. «Love Me Harder» (con The Weeknd) – 3:56

Descarga Digital - EP
1. «Love Me Harder» (con The Weeknd) – 3:56
2. «Cadillac Song» – 2:52
3. «Too Close» – 3:35

Descarga Digital - The Unreal Remixes EP
1. «Love Me Harder» (Thèmemoir's UKG Remix)" – 3:09
2. «Love Me Harder» (Linear Curb Remix)" – 3:19
3. «Love Me Harder» (Pyrococcus Remix)" – 5:11
4. «Love Me Harder» (RIKAAR Lovers mX)" – 5:37

## Créditos y personal
Créditos adaptados de las notas de My Everything.
Grabación
- Grabado en los Conway Recording Studios (Los Ángeles, California), Wolf Cousins Studio (Estocolmo, Suecia), P.S. Studio (Estocolmo, Suecia)
- La voz de The Weeknd se grabó Studio at the Palms, (Las Vegas, Nevada)
- Mezclado en MixStar Studios (Virginia Beach, Virginia)
- Masterizado en Sterling Sound (New York, Nueva York)

Gestión
- MXM (ASCAP) —administrada por Kobalt Songs Music Publishing, Inc.—, Prescription Songs/P.S. Publishing (STIM), Wolf Cousins (STIM), Warner/Chappell Music Scand (STIM), Songs Music Publishing, LLC, en nombre de Songs of SMP (ASCAP)/WB Music Corp. (ASCAP) y CP Music Group (SOCAN).
- Todos los derechos reservados a su nombre y al de CP Music Group (SOCAN).
- The Weeknd aparece por cortesía de XO & Co.

Personal
| - Ariana Grande – vocalista principal - The Weeknd – vocalista principal, composición - Max Martin – composición, coros - Ali Payami – composición, producción, programación, bajo, teclados, baterías, percusión - Ahmad Balshe – composición - Peter Svensson – composición, producción - Peter Carlsson – producción vocal - Sibel – coros | - Niklas Ljungfelt – guitarra - Peter Zimney –saxofón - Sam Holland – ingeniería - Eric Weaver – ingeniería - Jason "DaHeala" Quenneville – ingeniería, grabación de voz (the Weeknd) - Cory Bice – asistente de ingeniería - Serban Ghenea – mezcla - John Hanes – ingeniería de mezcla - Tom Coyne – masterización - Aya Merrill – masterización |

## Historial de lanzamiento
| País           | Fecha                    | Formato                       | Discografía | Referencia |
| -------------- | ------------------------ | ----------------------------- | ----------- | ---------- |
| Estados Unidos | 30 de septiembre de 2014 | Rhythmic Crossover Radio      | Republic    | [ 155 ]    |
| Estados Unidos | 11 de noviembre de 2014  | Hot Adult Contemporary Radio  | Republic    | [ 156 ]    |
| Australia      | 21 de noviembre de 2014  | Descarga digital (edición EP) | Republic    | [ 157 ]    |